# One Vanderbilt
One Vanderbilt é um arranha-céu localizado em Nova Iorque, na esquina da rua 42 com a Avenida Vanderbilt, em Manhattan, no estado de Nova Iorque. Foi proposta pelo empreendedor SL Green Realty como parte do esforço de revitalização de Midtown East. A torre fica ao lado da Estação Grand Central.
Concluído em 2020, tem 57 andares e 150.000 m² de área construída. O último andar do arranha-céu está a 397 metros de altura e, incluindo a antena, sua torre terá 427 metros de altura, tornando-o no quarto edifício mais alto da cidade após o One World Trade Center, Central Park Tower e 111 West 57th Street.

## História

### Planejamento
No início da década de 2000, SL Green Realty começou a procurar locais no centro de Manhattan, para construir um novo arranha-céu. Esta necessidade de espaço para escritórios faria parte de uma tendência geral, onde Manhattan teve um incremento de 10%, na área construída para este fim, entre 2000 e 2016. A incorporadora começou a comprar os edifícios do quarteirão delimitado pela Avenida Vanderbilt, Rua 42, Avenida Madison, e pela Rua 43 (conhecida como Terminal urbano).
Como parte da administração do Prefeito Michael Bloomberg, a área em torno do Grand Central Terminal era para ser remodelado, com vários arranha-céus construído no leste de manhattan. Isso implicava no rezoneamento de 73 blocos do bairro diretamente ao redor do terminal. No entanto, os planos de Bloomberg, para um novo distrito de arranha-céus, foram rejeitadas em novembro de 2013, por causa das preocupações de moradores, de ambientalistas e de políticos locais preocupados que o afluxo de trabalhadores de escritório para a área poderia perturbar a qualidade da área. A área foi reclassificada de qualquer maneira, em setembro de 2013. Os planos para o edifício Vanderbilt foram lançados em Maio de 2014. O arranha-céu teria inicialmente 65 andares, e a proposta veio junto de melhorias para a estação Grand Central e de uma praça de 1,300 m² de área entre  Avenida Vanderbilt e as ruas 42ª e 43ª.
Em julho de 2014, houve uma disputa com a Grand Central Terminal referente às propriedades do direito de uso do ar acima da estação, e os advogados do terminal ameaçaram um processo no valor de US$1 bilhão. A ação foi liquidada em agosto de 2016 
Em 24 de setembro de 2014, Andrew Penson, proprietário do Grand Central Terminal, fez uma oferta de US$ 400 milhões em troca da construção do One Vanderbilt, proposto como um edifício de 67 andares na altura. O SL Green gastaria US$ 210 milhões para construir melhorias no transporte nas estações de metrô e trens suburbanos abaixo. Penson iria vender 1,3 milhões de pés quadrados de direitos aéreos, que veio com a estação quando ele comprou em 2006. A área do piso, que ele comprou em US$ 61 por 1 pé quadrado (0,093 m²), seria quase 10 vezes mais, a US$ 600 por pé quadrado, para a mesma quantidade de área em setembro de 2014. SL Green rejeitou a oferta como um "golpe publicitário", porque em sua proposta de setembro de 2014 para a cidade, por US $ 400 por metro quadrado, o SL Green queria construir uma torre duas vezes maior que as regras de zonamento permitidas.
Até setembro de 2014, poucos detalhes eram conhecidos sobre a construção. A projeção da data de conclusão em 2020 foi revelado em dezembro de 2014.
Em fevereiro de 2015, Avenida Vanderbilt, entre as ruas 42 e 47, foi reclassificada como Corredor Vanderbilt no texto da emenda de rezoneamento, que permite a requalificação do corredor.

### Início da construção
Em 2015, começou a demolição no local do One Vanderbilt, iniciando o processo de construção do arranha-céu. Os prédios que foram demolidos, foram construídas em torno da Grand Central ao mesmo tempo, embora banal, de aparência e sem importância para a função da estação.
O lançamento oficial ocorreu em 18 de outubro de 2016, em um evento com a presença do Prefeito Bill de Blasio, bem como vários executivos da SL Green. Até 2017, a fundação deve ser concluído, com toda a construção prevista para ser aberta em 2020.
Em julho de 2018, o edifício já estava 37% alugado. 